# Coppia di Tusi

Modello animato di una coppia di Ṭūsī

La coppia di Ṭūsī è una macchina matematica nella quale un cerchio ruota all'interno di un altro cerchio dal diametro doppio rispetto al primo. Le rotazioni dei cerchi forzano un punto sulla circonferenza del cerchio più piccolo ad oscillare avanti e indietro con moto lineare lungo un diametro del cerchio più grande.
La coppia è stata descritta per la prima volta dall'astronomo e matematico persiano del XIII secolo Naṣīr al-Dīn al-Ṭūsī nel suo libro del 1247 Taḥrīr al-Majīstī (Commentari dell'Almagesto) come spiegazione ai moti in latitudine dei pianeti inferiori e successivamente è stata ampiamente usata in sostituzione dell'equante, introdotto più di mille anni prima da Tolomeo nell'Almagesto.

## Descrizione originaria

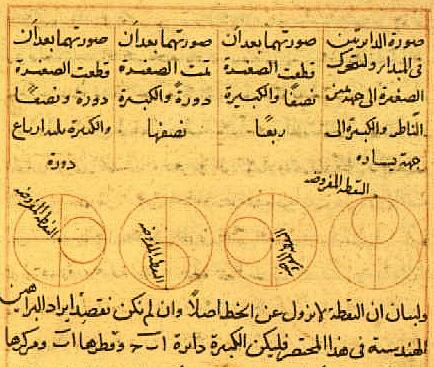
Diagramma di Ṭūsī della coppia omonima, XIII secolo

Lo stesso Ṭūsī descrive la coppia in questo modo:
se due cerchi complanari, dove il diametro di uno dei due è uguale alla metà del diametro dell'altro, sono tali da essere internamente tangenti in un punto, preso un punto sul cerchio più piccolo - sia il punto quello inizialmente in posizione di tangenza - e se i due cerchi si muovono con moto semplice in direzione opposta in modo tale che il moto del [cerchio] più piccolo sia il doppio di quello più grande, cosicché il più piccolo completi due rotazioni per ogni rotazione del più grande, allora si osserverà quel punto muoversi sul diametro del cerchio più grande che inizialmente passa attraverso il punto di tangenza, oscillando tra i suoi due estremi.

## Correlazione con le teorie astronomiche di Ṭūsī
Naṣīr al-Dīn al-Ṭūsī, nato nella città di Ṭūs nel 1201, è riconosciuto nel mondo islamico come uno dei 'Grandi Sapienti'. Ṭūsī fu il primo astronomo a presentare un modello che desse conto dei moti di librazione in latitudine senza introdurre componenti longitudinali. Per fare questo propose nell'opera Taḥrīr al-Majīstī, completata nel 1247, che il moto oscillatorio fosse prodotto dal moto circolare uniforme combinato di due cerchi, uno dei quali scorre sulla circonferenza dell'altro. Fatto ciò, Ṭūsī afferma che se uno di questi cerchi dovesse muoversi a una velocità uniforme pari al doppio della velocità dell'altro, in direzione opposta ad esso, allora ogni punto sulla circonferenza del primo cerchio oscillerebbe su una linea retta lungo uno dei diametri del secondo cerchio.

## Altre fonti
L'espressione "coppia di Ṭūsī" è un termine moderno, coniato nel 1966 da Edward S. Kennedy. Si tratta di uno dei tanti apparecchi astronomici risalenti al tardo periodo islamico e caratterizzato da una notevole somiglianza con i modelli descritti nel De revolutionibus di Copernico, incluso il suo modello per Mercurio e la sua teoria sulla trepidazione. Gli storici sospettano che Copernico o un altro autore europeo abbiano avuto accesso a un testo di astronomia araba ma un'esatta catena di trasmissione non è ancora stata identificata, anche se lo scienziato e viaggiatore del XVI secolo, Guillaume Postel è stato indicato come possibile collegamento.
Poiché la coppia di Ṭūsī è stata utilizzata da Copernico nella sua riformulazione dell'astronomia matematica, esiste un crescente consenso sul fatto che egli ne fosse venuto a conoscenza in qualche modo. È stato suggerito che l'idea della coppia di Ṭūsī possa essere giunta in Europa senza lasciare molte tracce nei manoscritti, dato che ciò potrebbe essere avvenuto senza alcuna traduzione di testi arabi in lingua latina. Una possibile via di trasmissione potrebbe essere stata attraverso la scienza bizantina che tradusse alcune delle opere di al-Ṭūsī dall'arabo al greco bizantino. Diversi manoscritti in greco bizantino che contengono la coppia di Tusi sono tuttora esistenti in Italia.
Ci sono altre possibili fonti per questo modello matematico per convertire il moto circolare in un moto lineare periodico. Esso si trova infatti nell'opera di Proclo Commento al I libro degli Elementi di Euclide e il concetto era già noto a Parigi dalla metà del XIV secolo. Nelle sue Questiones super geometriam Euclidis (scritte prima del 1362) Nicola d'Oresme spiegò come combinare moti circolari per ottenere il moto lineare periodico di un pianeta lungo il raggio del suo epiciclo. La descrizione di Oresme però non è chiara e non è certo se essa rappresenti un'invenzione indipendente o un tentativo di districarsi con un testo arabo da lui non molto ben compreso.

## Modelli successivi
Anche se la coppia di Ṭūsī è stata sviluppata in contesto astronomico, matematici ed ingegneri hanno sviluppato, in epoche successive, versioni simili di quello che è stato più tardi chiamato col nome di meccanismo ipocicloide-linea retta. Il matematico italiano Gerolamo Cardano progettò un sistema noto come movimento cardanico. Gli ingegneri del XIX secolo James White e Matthew Murray, così come progettisti successivi, svilupparono applicazioni pratiche del meccanismo.